# 香港夢卓恩酒店

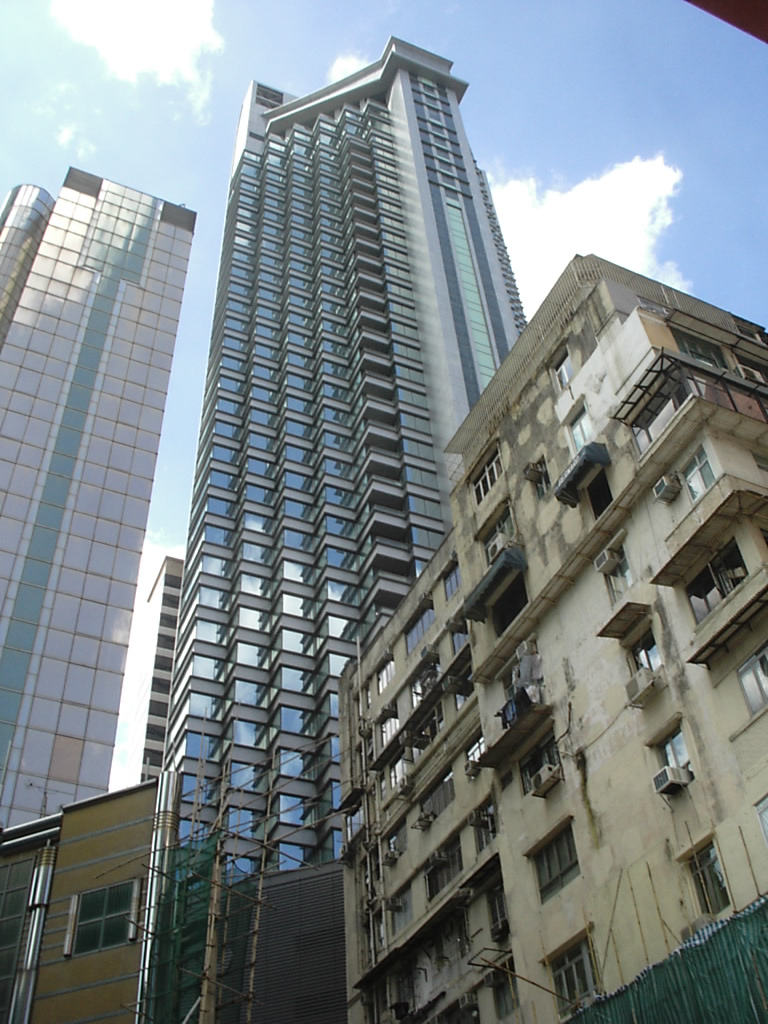
麗景酒店

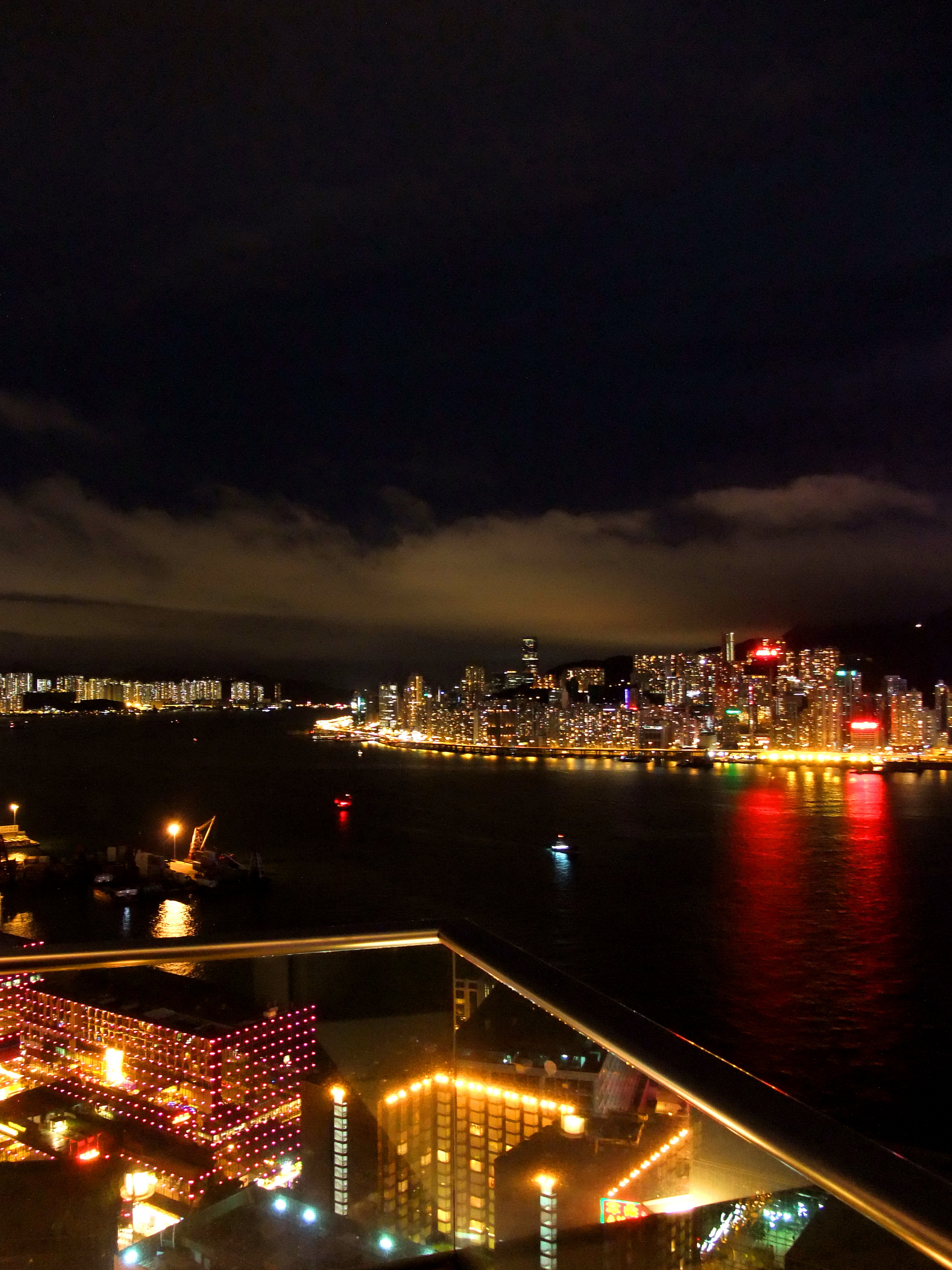
從位於40樓的空中花園向東南眺望香港島的夜景

香港夢卓恩酒店（英語：Mondrian Hong Kong）是香港九龍一座酒店，位於尖沙咀赫德道8A號，樓高40層，原本由嘉道理家族管理，2005年落成，2008年4月正式開幕。酒店前稱隆堡麗景酒店（Hotel Pennington by Rhombus）和麗景酒店（Hotel Panorama）。

## 設施
酒店共提供324間客房，並設有樂醉西餐廳、咖啡亭、隆堡尊尚貴賓廊、迷你高球輕擊區及健身中心等設施。酒店頂層40樓更設有空中花園，可享維港美景。
酒店改為MONDRIAN負責營運後，設有2間餐廳，包括意大利牛排館Carna by Dario Cecchini和位於38樓的Avoca酒吧。

## 結業
2020年2月中，有酒店員工向媒體透露，在酒店高層未有爭取繼續經營。業主在3月31日酒店結業後，將物業改建為寫字樓重新出租，約30名員工全數被解僱。
但到2023年9月，酒店改為世界級品牌MONDRIAN負責營運，預計在同年第4季開幕。

## 途經之公共交通服務
麗景酒店鄰近港鐵尖東站和尖沙咀站，附近為主要的購物區。

## 參看
- 香港酒店列表
- 香港尖沙咀凱悅酒店

## 外部連結
- 麗景酒店網站